# كأس الاتحاد الإنجليزي 1973–74
كأس الاتحاد الإنجليزي 1973–74 (بالإنجليزية: 1973–74 FA Cup)‏ هو الموسم 93 من  كأس الاتحاد الإنجليزي. الذي يشرف على تنظيمه الاتحاد الإنجليزي لكرة القدم، وفاز فيه نادي ليفربول.